# Roland Michael Beckmann
Roland Michael Beckmann (* 1961 in Düsseldorf) ist ein deutscher Rechtswissenschaftler.

## Leben
Nach dem Abitur am Max-Planck-Gymnasium (Düsseldorf) und dem Zivildienst in Düsseldorf studierte der Sohn der Malerin Babette Beckmann und des Bildhauers Curt Beckmann Rechtswissenschaften an der Universität zu Köln (erstes juristisches Staatsexamen, Justizprüfungsamt bei dem Oberlandesgericht Düsseldorf). Er war wissenschaftlicher Mitarbeiter am Institut für Versicherungsrecht der Universität zu Köln, Direktor: Ulrich Hübner. Nach der Promotion mit der Dissertation Die Zulässigkeit von Preis- und Prämienanpassungsklauseln nach dem AGB-Gesetz 1990 in Köln und dem Referendariat in Düsseldorf im Bezirk Oberlandesgericht Düsseldorf war er Rechtsanwalt in der international tätigen Wirtschaftskanzlei Hengeler Mueller in Düsseldorf. Er war wissenschaftlicher Assistent am Institut für Versicherungsrecht der Universität zu Köln. Nach der Habilitation 1997/1998 an der Universität zu Köln mit der Schrift Nichtigkeit und Personenschutz: parteibezogene Einschränkung der Nichtigkeit von Rechtsgeschäften (venia legendi für die Rechtsgebiete Bürgerliches Recht, deutsches und europäisches Wirtschaftsrecht, Privatversicherungsrecht) vertrat er den Lehrstuhl Günther Hönns an der Universität des Saarlandes. 
Beckmann ist seit 2000 Universitätsprofessor an der Universität des Saarlandes für Bürgerliches Recht, Handels- und Wirtschaftsrecht, Arbeitsrecht sowie Privatversicherungsrecht. Von 2016 bis 2018 war er Dekan der Rechtswissenschaftlichen Fakultät.
Beckmanns Forschungsschwerpunkte liegen im bürgerlichen Recht mit seinen Bezügen zum europäischen Recht, insbesondere Vertrags- und Kaufrecht, Haftungsrecht sowie Mobiliarsachenrecht, ebenso wie im Bereich des Deutschen und Europäischen Privatversicherungsrechts.

## Schriften (Auswahl)
- Die Zulässigkeit von Preis- und Prämienanpassungsklauseln nach dem AGB-Gesetz. Eine Untersuchung unter bessonderen Berücksichtigung des § 134 BGB in Verbindung mit § 3 Bundesrechtsanwaltsordnung. Karlsruhe 1990, ISBN 3-88487-236-2.
- Nichtigkeit und Personenschutz. Parteibezogene Einschränkung der Nichtigkeit von Rechtsgeschäften. Tübingen 1998, ISBN 3-16-146982-8.
- als Herausgeber mit Heinz-Peter Mansel und Annemarie Matusche-Beckmann: Weitsicht in Versicherung und Wirtschaft. Gedächtnisschrift für Ulrich Hübner. Heidelberg 2012, ISBN 3-8114-3928-6.
- als Herausgeber mit Annemarie Matusche-Beckmann: Versicherungsrechts-Handbuch. München 2015, ISBN 3-406-66257-9.